# Benito Lué y Riega
Benito Lué y Riega (Lastres, Colunga, dans les Asturies, 1753 - San Fernando, province de Buenos Aires, 1812), était un ecclésiastique espagnol. Nommé évêque de Buenos Aires dans la phase finale de la domination espagnole en Amérique, il fut un adversaire notoire de la révolution de Mai de 1810 et s’opposa ensuite, quoique peu activement, au processus d’indépendance aux côtés des royalistes.
 

## Biographie
Né à Lastres, village dans le diocèse d’Oviedo, le 12 mars 1753, il fut d’abord officier d’armée dans sa jeunesse, mais, devenu veuf, embrassa la carrière ecclésiastique. Il étudia la théologie à Saint-Jacques-de-Compostelle et devint doyen de la cathédrale de Lugo.
 

### Épiscopat à Buenos Aires
Après que le Conseil des Indes l’eut proposé au roi pour occuper le siège de Buenos Aires, il fut désigné le 9 août 1802 évêque de cette ville par le pape Pie VII.
Il arriva à Montevideo le 30 mars 1803, puis débarqua à Buenos Aires le 22 avril. Il se transporta le 13 mai 1803 à Córdoba pour s’y faire consacrer par l’évêque Ángel Mariano Moscoso le 29 mai. 
Le 4 juin, il entama officiellement sa tournée pastorale par une visite de la ville de Santa Fe, puis se rendit dans différentes paroisses des provinces de Santa Fe (notamment à Rosario) et de Buenos Aires (notamment à Salto). Fin août, il se trouvait à Luján, et quelques jours plus tard dans la paroisse de Morón (actuellement faubourg de Buenos Aires). Le 3 septembre, il revint à Buenos Aires, et visita durant tout le mois d’octobre les cures de la capitale et celles de Quilmes, puis Morón une deuxième fois. Il consacra les derniers jours d’avril 1804 à visiter la cathédrale métropolitaine de Buenos Aires et le chapitre de chanoines.
Le 13 mai, il s’embarqua à Buenos Aires avec sa suite, pour entreprendre une visite à la Bande Orientale. Il commença son périple par Santo Domingo Soriano, puis fit étape à Dolores, Víboras (village qui, transplanté, donnera naissance à Carmelo), Colonia del Sacramento, Inmaculada Concepción de Minas, El Cerro Largo (Melo), et dans le fort de Santa Teresa, dont il visita la chapelle. Le 16 septembre, il bénit l’église de San Carlos, et quelques jours après poursuivit sa route pour San Fernando de Maldonado. Il atteignit Montevideo début octobre et le 21 y assista à l’inauguration de la nouvelle église dite Matriz. Le 13 novembre, on le retrouve à Las Piedras, à Nuestra Señora de Guadalupe (Canelones) et à San Juan Bautista (aujourd’hui Santa Lucía ), puis fin novembre à San José de Mayo, d’où il se porta vers Colonia del Sacramento pour ensuite rentrer à Buenos Aires le 15 décembre.
À la suite de sa visite pastorale dans l’actuel territoire uruguayen, il érigea, par acte du 8 février 1805, entériné dès le même jour par le vice-roi Rafael de Sobremonte, les paroisses et cures de Santísima Trinidad de los Porongos, actuelle Trinidad ; San Benito de Palermo à Paysandú ; Nuestra Señora del Pilar à Melo ; San José de Mayo ; Inmaculada Concepción de Minas ; Nuestra Señora del Luján del Pintado, transférée en 1809 à la ville de Florida ; et enfin la cure de Yi, aux limites peu précises, en partie située dans l’actuel département de Durazno.
Dans le dernier tronçon de sa tournée, il parcourut la rive orientale du fleuve Paraná, remontant jusqu’à la ville de Corrientes et aux villages des réductions. Il s’en revint à Buenos Aires le 25 novembre 1805, où il fonda en 1806 les cures de San José de Flores et San Pedro González Telmo. Dans le sud du pays, il créa la cure de Nuestra Señora del Carmen de Patagones. 
Le 9 mars 1805, il réforma le séminaire, lui donnant une structure définitive en même temps qu’un nouvel emplacement, lequel du reste ne connaîtra qu’une existence éphémère, attendu qu'à la suite de la première des offensives britanniques en mars 1807 l’édifice fut réquisitionné pour y caserner des régiments de soldats. 
Lué y Riega était d’un tempérament austère et dur, et ne fut jamais très aimé à Buenos Aires : par trois fois, le chapitre ecclésiastique de Buenos Aires ― qui avait pris le pli d’une certaine indépendance à la suite des précédentes, et fort longues, périodes de vacance de la fonction épiscopale ― sollicita qu'il fût remplacé.
La longue visite pastorale qu’il effectua au cours de ses premières années dans la plupart des paroisses de son diocèse, si elle constitue un authentique exemple de dévouement, donna lieu aussi, en raison de ses positions inflexibles, à toutes sortes de problèmes avec maint curé titulaire de ces paroisses.

### Attitude politique

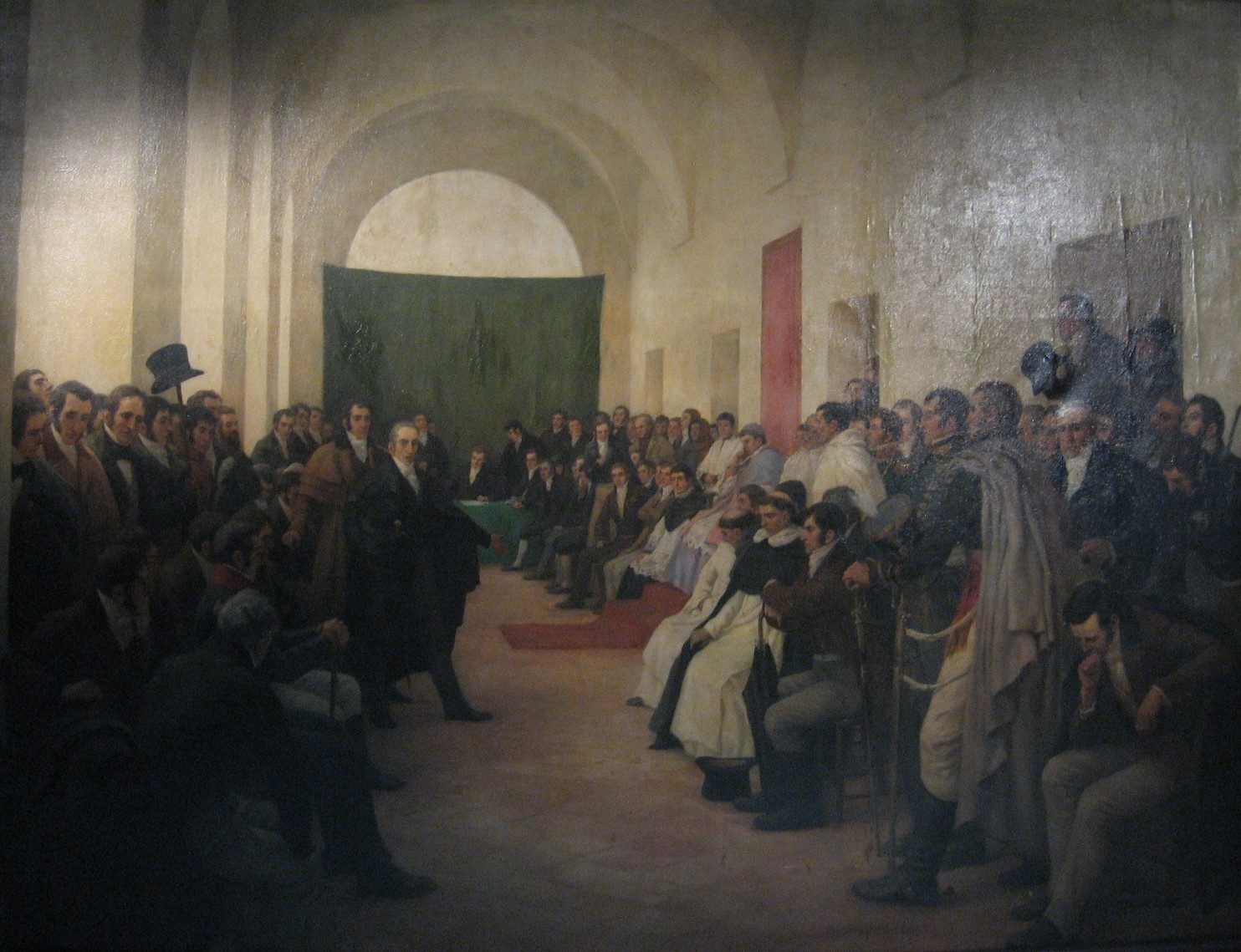
Cabildo ouvert du 22 mai 1810, tableau de Pedro Subercaseaux (vers 1900). On aperçoit Lué y Riego assis à droite, en tenue d'apparat, portant tous le attributs de sa dignité d'évêque.

Après l’invasion britannique du Río de la Plata de 1806, il prêta serment au roi d’Angleterre, moyennant la promesse donnée par l’occupant de respecter l’Église catholique et l’autorité de celle-ci. Il ne participa pas directement à la reconquête, mais aida, par un considérable soutien économique, Martín de Álzaga à organiser la défense en 1807.
Lorsque le même Álzaga tenta son coup de force le 1er janvier 1809, Lué y Riega chercha à tirer parti des appuis dont, pour être resté dans la légalité, le meneur du mouvement disposait encore, afin de destituer le vice-roi Jacques de Liniers sans pour autant installer à sa place une junte exécutive comme le voulait Álzaga. Son candidat à la succession était d’ailleurs le général Pascual Ruiz Huidobro. Seule l'intervention au dernier moment de Cornelio Saavedra sauva Liniers.
C’est à lui qu’il fut donné d’inaugurer les débats lors du cabildo ouvert du 22 mai 1810. Il défendit la thèse selon laquelle la Vice-royauté du Río de la Plata était une colonie du peuple espagnol, duquel il excluait les Américains ; il s’obstina dans une position résolument légaliste, plaidant en faveur du serment au Conseil de régence. Lorsque les patriotes voulurent le contredire, il leur répliqua qu’il n’avait pas été, lui, appelé là à débattre, mais seulement à exprimer librement son opinion. Curieusement, les ecclésiastiques qui votèrent après lui le firent tous en faveur de la révolution de Mai,.

### Dernières années
Il n’opposa aucune résistance, ni en parole ni en acte, à la Première Junte, et fit publiquement allégeance au nouveau gouvernement. Le mois suivant, il se proposa d’organiser une tournée pastorale dans la Bande Orientale, mais en fut empêché par la Junte, qui le soupçonnait de vouloir en réalité s’enfuir à Montevideo, où la Junte n’avait pas été reconnue par les autorités locales. En juillet, il lui fut interdit de parler en public ou de confesser les fidèles. Il continua cependant de porter le titre d’évêque, et n’exerça au demeurant aucune pression sur les prêtres de son diocèse à l’encontre de la Junte. Le premier triumvirat décida de le proscrire vers le village de San Fernando, au nord de Buenos Aires (aujourd'hui dans la grande banlieue portègne).
En mars 1812, un groupe de plusieurs personnages, qui n’étaient rien de moins que ses ennemis, fêtèrent son anniversaire par un repas, dans la propriété de San Fernando qu’il habitait. Il fut retrouvé mort le lendemain à l’aube, très vraisemblablement empoisonné par l’archidiacre Ramírez, partisan intransigeant de la Révolution. Le 24 du même mois, il fut inhumé dans le Panthéon souterrain de la cathédrale de Buenos Aires.